# Ђиси
Ђиси (鸡西) град је Кини у покрајини Хејлунгђанг. Према процени из 2009. у граду је живело 466.550 становника.

## Становништво
Према процени, у граду је 2009. живело 466.550 становника.
| 1990.   | 2000.   | 2009    |
| ------- | ------- | ------- |
| 209.468 | 329.969 | 466.550 |